# خدیجه کبری دختر علی
خدیجه کبری دختر علی (عربی: خديجة الكبرى بنت الإمام علي) فرزند علی بن ابی‌طالب، امام اوّل شیعیان و مادرش ام ولد است. وى از زنان حاضر در كربلا و از اسيران آن حادثه‌ است. خدیجه با عبدالرحمان بن عقیل و پس از مرگ او، با عبدالرحمن بن عبدالله بن عبیدالله بن عامر ازدواج نمود.

## فرزندان
وی از عبدالرحمان بن عقیل صاحب سه فرزند به نام عقیل، سعید و حمیده شد.

## در واقعه کربلا
وی در واقعه کربلا، همسر و دو فرزندش را از دست داد. پس از آن نیز به اسارت در آمد و به همراه کاروان اسراء به کوفه منتقل شد.

## مرگ
از تاریخ وفات وی در دست نیست اما گزارش شده است که او سرانجام در کوفه و بر اثر تشنگی و آسیب‌های واقعه کربلا از دنیا رفت. برخی چون محمدصادق کرباسی در تاریخ المراقد، احتمال مرگ وی و انتساب مقبره موجود در کوفه به او را ضعیف دانسته و وی را مدفون در بقیع می‌داند. استدلال کرباسی در دفن در بقیع، استدلال به رسم اهالی مدینه علی الخصوص هاشیمیان بوده‌است که مردگان خود را در بقیع دفن می‌کردند. مزاری منسوب به وی اکنون در شهر کوفه و روبروی در اصلی مسجد کوفه (معروف به باب الفیل) قرار دارد.